# Міхалкі (Підляське воєводство)
Міхалкі (пол. Michałki) — село в Польщі, у гміні Високе-Мазовецьке Високомазовецького повіту Підляського воєводства.
Населення — 124 особи (2011).
У 1975-1998 роках село належало до Ломжинського воєводства.

## Демографія
Демографічна структура станом на 31 березня 2011 року:
|          | Загалом | Допрацездатний вік | Працездатний вік | Постпрацездатний вік |
| -------- | ------- | ------------------ | ---------------- | -------------------- |
| Чоловіки | 68      | 23                 | 39               | 6                    |
| Жінки    | 56      | 11                 | 33               | 12                   |
| Разом    | 124     | 34                 | 72               | 18                   |